# Duarte Lopes

Titelseite einer deutschen Übersetzung des Werkes von Duarte Lopez (Regnum Congo ... Warhaffte und Eigentliche Beschreibung des Königreichs Congo in Africa, und deren angränzenden Länder ... Erklärung etlicher Capitel deren hievor gesetzten Bücher darinnen die Ankunft der Portugaleser in der Insel ,Congo ... durch Ed.Lopez übersetzt. Frankfurt, Becker 1609)

Duarte Lopes (fl. 1578–89) oder Duarte Lopez war ein portugiesischer Kaufmann und Seefahrer, Afrikareisender und Kartograph. Er lieferte eine der frühesten europäischen Beschreibungen von Zentralafrika.
Als er auf einem Schiff seines Onkels im Kongo ankam (1578), wurde er vom König des Kongo, Alvare II., beauftragt, einen Brief über die Ausbeutung der Silberminen an Philipp II. von Spanien und den Papst zu überbringen. Nach zwischenzeitlicher Abwesenheit kehrte er im Jahr 1589 in den Kongo zurück.
Sein Bericht wurde erst 1591 durch Filippo Pigafetta (1533–1604), einen italienischen Beamten des Papstes, veröffentlicht. Dieser Bericht ist ein wichtiges Zeugnis über seine Erfahrungen in Afrika. Er befasst sich mit der Geografie des Landes, seinen Tieren, den Bewohnern und ihren Bräuchen, dem portugiesischen Handel, den missionarischen Aktivitäten usw. Von besonderem Interesse sind seine Geschichte und Beschreibungen der kongolesischen Stämme und ihrer Könige. Es blieb bis zur Mitte des 19. Jahrhunderts die Hauptquelle für Informationen über den Kongo und Zentralafrika.
Der Bericht fand Aufnahme in der UNESCO-Sammlung repräsentativer Werke.

## Ausgaben
- Duarte Lopez, Filippo Pigafetta (présentation et notes: Willy Bal) (trad. Willy Bal), Le royaume de Congo [Kongo] et les contrées environnantes (1591), Paris, Chandeigne / UNESCO, coll. « Magellane », 2002 (ISBN 978-2-906462-82-3) (UNESCO-Sammlung repräsentativer Werke)
- Filippo Pigafetta und Duarte Lopez: Relatione del reame di Congo et delle circonvicine contrade tratta dalli scritti & ragionamenti di Odoardo Lopez. Rome, Bartolomeo Grassi, [1591]. Digitalisat
- Lopes, Duarte ; Bry, Johann Theodor de [Hrsg.]; Pigafetta, Filippo [Bearb.]; Reina, Agostino de [Übers.]; Reina, Agostino de [Übers.]; Bry, Johann Theodor de [Ill.]; Bry, Johann Israel de [Ill.]Regnvm Congo hoc est Warhaffte vnd Eigentliche Beschreibung deß Königreichs Congo in Africa, vnd deren angrentzenden Länder: darinnen der Inwohner Glaub, Leben, Sitten vnd Kleydung wol vnd außführlich vermeldet vnd angezeigt wirdt. Frankfurt am Main, 1609 Digitalisat